# 佩姬·麦卡锡
佩姬·麦卡锡（英語：Peggy McCarthy，1956年3月1日—），美国女子赛艇运动员。她曾代表美国参加1976年夏季奥林匹克运动会赛艇比赛，获得女子八人单桨有舵手铜牌。